# 东大王
《东大王》（日语：／ tōdaiō */?）是2017年4月30日至2018年9月16日於週日19:00 - 20:00（JST）、2018年10月17日至2024年9月18日於週三19:00 - 20:00在TBS系列播出的综艺益智遊戲節目。

## 概要
特别节目（第一回个人战）
在东京大学在校生中，通过测验，选出7名，与5名东大校友共计12人进行智力竞赛。
第一季（2017年4月 - 9月）
全日本对智力竞答有自信的人、向第1回个人战中选拔出来的，被称为「知力之壁」的东大王队3名队员提出挑战。
第二季（2017年10月 - 2019年3月）
第13回获得优秀成绩的东大生4人组成新东大王队、与艺人12人队对战。从2018年10月17日开始被调整到周三晚上19:00 - 20:00播放（特别篇除外）。
第三季（2019年4月 - 2019年7月）
伊泽拓司从东大王队退役，转而成为题目特别解说员。根据新规则，艺人队可以在最后一关通过抽签的方式获得他的帮助。
第四季（2019年8月 - 2024年9月）
林輝幸成为东大王队正式成员。东大王队又迎来了新的替补队员。

## 出演者

### 节目进行・实况
主持人
- HIROMI（日语：ヒロミ）[4]
- 山里亮太（搞笑二人組南海甜心（日语：南海キャンディーズ）成員）[5]

实况
- 杉山真也（日语：杉山真也）（TBS播音员）[6]

問題解說
- 伊泽拓司

问题叙述
- 皆川玲奈（TBS播音员）[6]

### 解答者
（最後更新：2020年3月）
主要解答者
东大王队（代表色：红）
现正式成员
- 鶴崎修功（日语：鶴崎修功）（｢IQ165天才｣、初代东大王、第一季东大王队先锋、第五季東大王大將）
- 鈴木光（｢被史丹佛大學认可的才女｣）
- 林輝幸（日语：林輝幸）（「東大文学部の叡智」，外号“贾斯科”，在2019年7月31日的节目中升格为正式成员）
- 砂川信哉（日语：砂川信哉）（「Mr.東大决胜者」、東大王2017秋第5位，2020年4月8日替補水上的空缺成為正式隊員）

候补生
- 紀野紗良 (「文武両道 道産子女孩（第3季）」→「閃きのスペシャリスト(第4季)」)
- 岡本沙紀（「语言学奥林匹克原日本代表」，2019年8月14日加入）
- 伊藤七海（「理数系的絶対王者」→「水上的繼承者」）

過去正式成員
- 伊泽拓司（｢前東大最強知識王｣、高中生知識王2連覇、第二代東大王、第一季東大王大将、QuizKnock 執行長）
- 水上颯（｢东大医学部王子｣、头脑王2连霸、第三代东大王、东大王队副将、第四季東大王大將）

附表：成员变迁
| 赛季  | 東大王队 | 東大王队 | 東大王队 | 東大王队 | 東大王候補生 | 東大王候補生 | 東大王候補生 | 東大王候補生 |
| 赛季  | 大将     | 副将     | 次鋒     | 先鋒     | 東大王候補生 | 東大王候補生 | 東大王候補生 | 東大王候補生 |
| ----- | -------- | -------- | -------- | -------- | ------------ | ------------ | ------------ | ------------ |
| 第1季 | 伊泽拓司 | 水上颯   |          | 鶴崎修功 | 武田伊真     | 徳永海       | 鈴木耀介     | 鈴木光       |
| 第2季 | 水上颯   | 伊泽拓司 | 鶴崎修功 | 鈴木光   | 砂川信哉     |              |              |              |
| 第3季 | 水上颯   | 鶴崎修功 |          | 鈴木光   | 砂川信哉     | 紀野紗良     | 林輝幸       |              |
| 第4季 | 水上颯   | 鶴崎修功 | 林輝幸   | 鈴木光   | 砂川信哉     | 紀野紗良     | 岡本沙紀     | 伊藤七海     |
| 第5季 | 鶴崎修功 | 鈴木光   | 林輝幸   | 砂川信哉 | 紀野紗良     | 岡本沙紀     | 伊藤七海     |              |

艺人队（最初代表色：黄或绿。正式篇代表色：深蓝或紫）
2019年9月18日開始、導入以難問奧賽羅及最終關全員搶答及1對1搶答的答對題數為基準，從SSS〜E 共8個分級（初登場藝人沒有級別）。
由最強SSS級為首，以最強藝人隊為目標所組成的隊伍。
此外，伊泽拓司可自行選擇在任一關加入藝人隊。若藝人隊贏得一關便能獲得一張伊泽卡，於最終關前由藝人隊大將進行抽卡。若抽中伊泽卡，伊泽拓司將在最終關時加入藝人隊。
- 伊泽拓司(前東大最強知識王)
- 富永美樹 (SS級) (漢字守護神)
- 宫川一朗太（日语：宮川一朗太）(S級) (奧賽羅的天才)
- 山下真司(A級)   (漢字猛者)
- 八田亞矢子(A級)
- 辰巳琢郎(B級)
- 馬場典子(B級)
- 藤本敏史（日语：藤本敏史）(B級)
- 原西孝幸（日语：原西孝幸）(B級)  (IQ135、搶答天才)
- 安美佳（日语：アンミカ）(B級)
- 大和田伸也(C級)
- 東國原英夫(C級)
- 本村健太郎（日语：本村健太郎）(C級)
- 篠原梨菜(C級)
- 井上裕介（日语：井上裕介_(お笑い芸人)）(D級)
- 北原里英(D級)
- 棚橋弘至（日语：棚橋弘至）(D級)
- 松尾依里佳(D級)
- 光浦靖子(D級)
- YUKIRIN(E級)
- 古坂大魔王(E級)
- 柴田理惠(E級)
- 岡田圭右（日语：岡田圭右）(E級)
- 拉沙爾石井
- Grover
- 阿部哲子（日语：阿部哲子）
- 児嶋一哉
- 竹俣紅（日语：竹俣紅）
- 春日俊彰
- 藤本淳史（日语：田畑藤本）
- 役滿（日语：やくみつる）
- 向井慧]]

※以上为出演次数最多的几名艺人。从正式篇开始，「艺人队」由12人组成，与4人的東大王队展开对决。

## 结果统计

### 个人战
| 回                       | 優勝     | 準優勝   | 3位（前4）       |
| ------------------------ | -------- | -------- | ---------------- |
| 第1回 （特番）           | 鶴崎修功 | 伊泽拓司 | 水上颯           |
| 第2回 （常规播放第1回）  | 伊泽拓司 | 水上颯   | 鶴崎修功         |
| 第3回 （常规播放第13回） | 水上颯   | 伊泽拓司 | 鶴崎修功・鈴木光 |

### 第1季
| 東大王队 | 其他队                                                                                    |
| -------- | ----------------------------------------------------------------------------------------- |
| 9勝      | 2勝 芸能人選抜队（辰巳琢郎、富永美樹、阿部哲子） 一般应募队（廣海渉、三守賢、冨田信太郎） |

### 第2季
| 東大王队            | 芸能人队          |
| ------------------- | ----------------- |
| 28勝 （達成10連勝） | 5勝 （最高2連勝） |

### 第3季
| 東大王队        | 芸能人队          |
| --------------- | ----------------- |
| 9勝 (最高9連勝) | 3勝 （最高2連勝） |

### 第4季
| 東大王队          | 芸能人队 |
| ----------------- | -------- |
| 24勝 (最高10連勝) | 1勝      |

## 播放电视台
| 播放地区      | 电视台                  | 所属系列 | 播放时间           | 网路状況     | 备注         |
| ------------- | ----------------------- | -------- | ------------------ | ------------ | ------------ |
| 關東广域圈    | TBS電視台（TBS）        | TBS系列  | 周日 19:00 - 20:00 | 系制作电视台 | 系制作电视台 |
| 北海道        | 北海道放送（HBC）       | TBS系列  | 周日 19:00 - 20:00 | 同時播放     |              |
| 青森縣        | 青森電視台（ATV）       | TBS系列  | 周日 19:00 - 20:00 | 同時播放     |              |
| 岩手县        | IBC岩手放送（IBC）      | TBS系列  | 周日 19:00 - 20:00 | 同時播放     |              |
| 宮城縣        | 東北放送（TBC）         | TBS系列  | 周日 19:00 - 20:00 | 同時播放     |              |
| 山形县        | TVU山形（TUÝ）          | TBS系列  | 周日 19:00 - 20:00 | 同時播放     |              |
| 福岛县        | TVU福島（TUF）          | TBS系列  | 周日 19:00 - 20:00 | 同時播放     |              |
| 山梨县        | 山梨電視台（UTÝ）       | TBS系列  | 周日 19:00 - 20:00 | 同時播放     |              |
| 长野县        | 信越放送（SBC）         | TBS系列  | 周日 19:00 - 20:00 | 同時播放     |              |
| 新潟县        | 新潟放送（BSN）         | TBS系列  | 周日 19:00 - 20:00 | 同時播放     |              |
| 靜岡縣        | 靜岡放送（SBS）         | TBS系列  | 周日 19:00 - 20:00 | 同時播放     |              |
| 富山縣        | 鬱金香電視台（TUT）     | TBS系列  | 周日 19:00 - 20:00 | 同時播放     |              |
| 石川縣        | 北陸放送（MRO）         | TBS系列  | 周日 19:00 - 20:00 | 同時播放     |              |
| 中京广域圈    | CBC电视台 (日本)（CBC） | TBS系列  | 周日 19:00 - 20:00 | 同時播放     |              |
| 近畿広域圏    | MBS电视台（MBS）        | TBS系列  | 周日 19:00 - 20:00 | 同時播放     |              |
| 鳥取縣 岛根县 | 山陰放送（BSS）         | TBS系列  | 周日 19:00 - 20:00 | 同時播放     |              |
| 岡山縣 香川县 | 山陽放送（RSK）         | TBS系列  | 周日 19:00 - 20:00 | 同時播放     |              |
| 廣島縣        | 中國放送（RCC）         | TBS系列  | 周日 19:00 - 20:00 | 同時播放     |              |
| 山口县        | 山口電視台（tys）       | TBS系列  | 周日 19:00 - 20:00 | 同時播放     |              |
| 爱媛县        | 愛電視台（ITV）         | TBS系列  | 周日 19:00 - 20:00 | 同時播放     |              |
| 高知县        | 高知電視台（KUTV）      | TBS系列  | 周日 19:00 - 20:00 | 同時播放     |              |
| 福冈县        | RKB每日放送（RKB）      | TBS系列  | 周日 19:00 - 20:00 | 同時播放     |              |
| 长崎县        | 長崎放送（NBC）         | TBS系列  | 周日 19:00 - 20:00 | 同時播放     |              |
| 熊本縣        | 熊本放送（RKK）         | TBS系列  | 周日 19:00 - 20:00 | 同時播放     |              |
| 大分县        | 大分放送（OBS）         | TBS系列  | 周日 19:00 - 20:00 | 同時播放     |              |
| 宮崎縣        | 宮崎放送（MRT）         | TBS系列  | 周日 19:00 - 20:00 | 同時播放     |              |
| 鹿儿岛县      | 南日本放送（MBC）       | TBS系列  | 周日 19:00 - 20:00 | 同時播放     |              |
| 沖繩縣        | 琉球放送（RBC）         | TBS系列  | 周日 19:00 - 20:00 | 同時播放     |              |

## 备注
1. ↑  . TBSテレビ.   [2017-04-18]. （原始内容存档于2017-04-19）.
2. ↑  . 日刊スポーツ.   [2017-10-07]. （原始内容存档于2017-10-07）.
3. ↑  . music.jp. 2017-10-29  [2017-11-13]. （原始内容存档于2017-11-13）.
4. ↑  . 朝日新聞. 2017-06-16  [2017-11-13]. （原始内容存档于2017-11-13）.
5. ↑  . KADOKAWA. 2017-04-03  [2017-11-15]. （原始内容存档于2017-09-09）.
6. 1 2  . Yahoo!ニュース. 2019-01-22  [2019-02-09]. （原始内容存档于2019-02-09）.
7. ↑  . TVでた蔵.   [2017-11-16].
8. ↑  . TVでた蔵.   [2017-11-16].
9. ↑  次回「一般王队」